# Nautilocalyx vinosus
Nautilocalyx vinosus är en tvåhjärtbladig växtart som beskrevs av Wiehler. Nautilocalyx vinosus ingår i släktet Nautilocalyx och familjen Gesneriaceae. Inga underarter finns listade i Catalogue of Life.